# Las Musas
Las Musas – stacja metra w Madrycie, na linii 7. Znajduje się w dzielnicy San Blas-Canillejas, w Madrycie i zlokalizowana jest pomiędzy stacjami San Blas i Estadio Metropolitano. Została otwarta 17 lipca 1974. W latach 1974–2007 była stacja końcową na linii.